# جان سوانك
جان سوانك (بالإنجليزية: Jean Swank)‏ (و. القرن 20  م) هي عالمة فيزياء فلكية، وعالمة فلك من الولايات المتحدة الأمريكية.

## النشأة والتعليم
تخرجت سوانك بدرجة بكالوريوس في الآداب في الفيزياء من كلية برين مور في عام 1961، اثنان من أساتذتها في الفيزياء في برين مور من خريجي جامعة كاليفورنيا للتكنولوجيا. لقد أثروا في قرارها للالتحاق بكلية الدراسات العليا في معهد كاليفورنيا للتكنولوجيا. تحت إشراف ستيف فراوتشي، حصلت على درجة الدكتوراه في الفيزياء عام 1967. كانت أطروحتها «التصحيحات الإشعاعية لتفاعلات النيوترون والإلكترون».

## مهنة التعليم
علمت سوانك الفيزياء كأستاذ مساعد في جامعة ولاية كاليفورنيا في لوس أنجلوس من عام 1966 وحتى عام 1969. بعد زواجها، انتقلت سوانك إلى إلينوي حيث علمت في جامعة شيكاغو الحكومية من عام 1969 وحتى عام 1971. في عام 1971، انتقلت سوانك وزوجها إلى أنقرة، تركيا، للانضمام إلى هيئة التدريس في جامعة الشرق الأوسط التقنية كأستاذ مساعد. هناك قابلت هاكي بوران أوغلمان، وهو باحث الفيزياء الفلكية عالية الطاقة ورئيس قسم الفيزياء في ذلك الوقت والذي كان قد شارك في مجموعة علم الفلك لأشعة غاما في مركز غودارد لرحلات الفضاء. من خلاله، تعلمت سوانك عن المرصد الشمسي المداري الثامن الذي كان قيد التطوير والذي سيتم إطلاقه في عام 1975. بعد عودتها إلى الولايات المتحدة، تقدمت سوانك بطلب للحصول على زمالة بحوث ما بعد الدكتوراه من جامعة غودارد وحصلت عليها.

## المهنة أو العمل لدى ناسا
ارتبطت سوانك لأول مرة مع وكالة ناسا بصفتها باحثة مشاركة مقيمة في المجلس القومي لأبحاث العلوم التابع لأكاديمية العلوم الوطنية (NAS/NRC) في فرع الفيزياء الفلكية للأشعة السينية الموجود في مركز غودارد لرحلات الفضاء.
كانت سوانك هي الباحث الرئيسي في مجموعة نظام العداد النسبي وعالم المشروع لمشروع مستكشف توقيت الأشعة السينية روسي وسمي روسي نسبة لمكتشفه برونو روسي(Rossi X-ray Timing Explorer) الذي تم إطلاقه في كانون الأول 1995. في عام 1999، منحت سوانك جائزة برونو روسي إلى جانب هيل برادت عن أدوارهم الرئيسية في تطوير مستكشف Rossi X-Ray Timing Explorer، ومن أجل الاكتشافات المهمة الناتجة المتعلقة بملاحظات الدقة الفائقة للأجسام الفلكية الفيزيائية المدمجة. 
تم تعيين سوانك باحثة رئيسية في مشروع مستكشف الجاذبية والمغناطيسية الصغير (GEMS) التابع لناسا. ألغيت مهمة GEMS في عام 2012 بسبب التكلفة المتوقعة زادت من (20 إلى 30)% عن الميزانية.
طوال مسيرتها المهنية في مركز غودارد لرحلات الفضاء، ركزت سوانك أبحاثها على مراقبة وتحليل انبعاثات الأشعة السينية من الثقوب السوداء ونجوم النيوترونات. انتخبت زميلة في الجمعية الفيزيائية الأمريكية في عام 1993. كتبت أو شاركت في تأليف أكثر من 300 ورقة علمية نشرت في المجلات العلمية أو بواسطة وكالة ناسا خلال حياتها المهنية. في حزيران 2013 ، تم منح سوانك وسام الخدمة المتميزة التابع لناسا.
تقاعدت سوانك في عام 2013. يدرجها مركز غودارد لرحلات الفضاء كعالمة فخرية في رسم سيرتها الذاتية.

## الحياة الشخصية
أثناء مشاركتها في برنامج البحث الصيفي بجامعة ماريلاند، التقت لويل جيمس سوانك، عالم فيزياء آخر. تزوجا في عام 1969 بعد أن تولى منصبه في مختبر التسريع الوطني في إلينوي.